# Nati nel 1662
| Questa pagina contiene informazioni ricavate automaticamente dalle voci biografiche con l'ausilio del template Bio e di un bot. L'aggiornamento è periodico e automatico e ricostruisce completamente la pagina. Se manca una persona in questa lista, sei pregato di non aggiungerla, ma accertati piuttosto che la sua voce biografica contenga il template Bio e che i dati anagrafici siano correttamente compilati. Se il template Bio manca, inseriscilo tu stesso o, in alternativa, metti l'avviso {{tmp\|Bio}} che ne segnala la mancanza. Se i dati riportati sono sbagliati, correggi direttamente la voce biografica; le modifiche saranno visibili in questa lista entro pochi giorni. Per chiarimenti vedi il progetto biografie. La lista contiene solo le 75 persone che sono citate nell'enciclopedia e per le quali è stato implementato correttamente il template Bio. Pagina aggiornata al 10 ago 2025. |

## Gennaio(6)
- 1º gennaio - Pierre Gobert, pittore francese († 1744)
- 9 gennaio - John Holles, I duca di Newcastle-upon-Tyne, nobile e politico inglese († 1711)
- 14 gennaio - Giovanna Maria di Monaco, religiosa monegasca († 1741)
- 14 gennaio - Maria Teresa di Monaco, religiosa monegasca († 1738)
- 21 gennaio - Franz Ehrenreich von Trauttmannsdorff, diplomatico e nobile austriaco († 1719)
- 27 gennaio - Richard Bentley, filologo classico, teologo e critico letterario inglese († 1742)

## Febbraio(3)
- 9 febbraio - Paolo De Matteis, pittore italiano († 1728)
- 24 febbraio - Rocco Stella, nobile e militare italiano († 1720)
- 28 febbraio - Carlo I Federico di Montmorency-Luxembourg, nobile e generale francese († 1726)

## Marzo(6)
- 8 marzo - Augusto Guglielmo di Brunswick-Lüneburg, nobile († 1731)
- 9 marzo - Franz Anton von Sporck, letterato boemo († 1738)
- 15 marzo - Gabriel Álvarez de Toledo, scrittore spagnolo († 1714)
- 19 marzo - Giovanni di Leiningen-Dagsburg-Falkenburg, nobiluomo tedesco († 1698)
- 20 marzo - Giuseppe Averani, giurista e naturalista italiano († 1738)
- 22 marzo - August Christoph von Wackerbarth, militare e politico tedesco († 1734)

## Aprile(7)
- 13 aprile - Eleonora Erdmuthe di Sassonia-Eisenach, principessa († 1696)
- 15 aprile - Fernando de Alencastre, nobile spagnolo († 1717)
- 16 aprile - Oronzo Filomarini, vescovo cattolico italiano († 1744)
- 17 aprile - Erdmuthe di Dietrichstein-Nikolsburg, principessa austriaca († 1737)
- 26 aprile - Maria Luisa di Borbone-Orléans, principessa francese († 1689)
- 28 aprile - Aurora von Königsmarck, religiosa tedesca († 1728)
- 30 aprile - Maria II d'Inghilterra, regina britannica († 1694)

## Maggio(4)
- 3 maggio - Matthäus Daniel Pöppelmann, architetto tedesco († 1736)
- 12 maggio - Jan Frans van Bloemen, pittore e incisore fiammingo († 1749)
- 20 maggio - Pompilio Berlingieri, nobile e vescovo cattolico italiano († 1721)
- 30 maggio - Giovanni Maria Ferraroni, architetto italiano († 1755)

## Giugno(6)
- 3 giugno - Giovanni Segala, pittore italiano († 1717)
- 3 giugno - Willem van Mieris, pittore olandese († 1747)
- 7 giugno - José Pereira de Lacerda, cardinale e vescovo cattolico portoghese († 1738)
- 11 giugno - Tokugawa Ienobu, militare giapponese († 1712)
- 17 giugno - Charles FitzRoy, II duca di Cleveland, nobile inglese († 1730)
- 22 giugno - Filippo Guglielmo Pallavicino delle Frabose, politico e militare italiano († 1732)

## Luglio(4)
- 1º luglio - Beatrice Geronima di Lorena, nobile francese († 1738)
- 11 luglio - Massimiliano II Emanuele di Baviera, nobile († 1726)
- 20 luglio - Andrea Brustolon, scultore italiano († 1732)
- 28 luglio - Marino Groppelli, scultore e architetto italiano († 1728)

## Agosto(6)
- 3 agosto - Sofia Enrichetta di Waldeck, nobile tedesca († 1702)
- 4 agosto - Erasmo Gattola, monaco cristiano e archivista italiano († 1734)
- 10 agosto - Joseph Christophe, pittore, disegnatore e decoratore francese († 1748)
- 13 agosto - Charles Seymour, VI duca di Somerset, nobile inglese († 1748)
- 27 agosto - Julius Heinrich von Rehlingen-Radau, presbitero austriaco († 1732)
- 29 agosto - Alvise III Mocenigo, militare italiano († 1732)

## Settembre(2)
- 1º settembre - Louis de Carrières, biblista francese († 1717)
- 5 settembre - Georges-Louis de Berghes, vescovo cattolico belga († 1743)

## Ottobre(6)
- 3 ottobre - Alessandro Maffei, generale italiano († 1730)
- 18 ottobre - Matthew Henry, religioso inglese († 1714)
- 19 ottobre - Guglielmo Ernesto di Sassonia-Weimar, duca tedesco († 1728)
- 20 ottobre - Augusto Chigi, II principe di Farnese, principe italiano († 1744)
- 26 ottobre - Ippolito Francesco Albertini, medico e anatomista italiano († 1738)
- 26 ottobre - Giovanni Todone, vescovo cattolico italiano († 1739)

## Novembre(8)
- 10 novembre - Augusto Antonio Zacco, arcivescovo cattolico italiano († 1739)
- 12 novembre - Francesco Barberini, cardinale e vescovo cattolico italiano († 1738)
- 13 novembre - Vincenzo Petra, cardinale e arcivescovo cattolico italiano († 1747)
- 21 novembre - Bernhard Otto von Rehbinder, generale svedese († 1742)
- 23 novembre - Thomas Edlinger II, liutaio tedesco († 1729)
- 25 novembre - Francesco Aviani, pittore italiano († 1715)
- 30 novembre - Luis Belluga Moncada, cardinale e vescovo cattolico spagnolo († 1743)
- 30 novembre - Andrea Miglionico, pittore italiano († 1711)

## Dicembre(5)
- 8 dicembre - Francesco Mitta, architetto italiano († 1721)
- 10 dicembre - Mariano Armellini, abate e letterato italiano († 1737)
- 10 dicembre - Alessandro Knips Macoppe, medico italiano († 1744)
- 13 dicembre - Francesco Bianchini, astronomo e storico italiano († 1729)
- 18 dicembre - James Douglas, II duca di Queensberry, politico scozzese († 1711)

## Senza giorno specificato(12)
- Filippo Maria Casoni, storico italiano († 1723)
- Nicolò Dorigati, pittore italiano († 1750)
- Giovanni Adamo I del Liechtenstein, principe austriaco († 1712)
- Elisabetta Lazzarini, pittrice italiana († 1729)
- Ludovico Mattioli, incisore italiano († 1747)
- Krzysztof Peucker, scultore polacco († 1735)
- Andrea Pisani, ammiraglio italiano († 1718)
- Ignazio Solaro di Moretta, nobile e diplomatico italiano († 1743)
- Giuseppe Tortelli, pittore italiano († 1738)
- Juan de Ugarte, religioso e missionario honduregno († 1730)
- Antonio Domenico Wolkenstein, vescovo cattolico italiano († 1730)
- Aleksej Semënovič Šein, generale russo († 1700)